# Kunstnerens rolle i samfundet gennem tiderne
 Denne artikel omhandler overvejende eller alene danske forhold. Hjælp gerne med at gøre artiklen mere almen.
Kunstnerens rolle i samfundet gennem tiderne har været varieret, i dag kan den udtrykkes som dette citat af filminstruktøren Morten Hartz Kaplers
| Citat | det er kunstens rolle og kunstnerens rolle at udfordre de grundlæggende ideer, der er i vores samfund. Det handler meget om at kunne se virkeligheden på en anden måde og så se stort på regler, skrevne og uskrevne, og udfordre dem og komme med et andet input til debattørerne eller politikerne. | Citat |
|       | |       |

Denne udtalelse kom forbindelse med Kaplers debutspillefilm, den politiske satire AFR.
Dette betyder ikke at al kunst i dag har et egentlig formål, det skabes ofte kunst udaf en kunstnerisk nødvendighed uden formål.

## Antikken
Tekst mangler, hjælp os med at skrive teksten

## Middelalderen
Tekst mangler, hjælp os med at skrive teksten

## Renæssancen
Tekst mangler, hjælp os med at skrive teksten

## Romantikken

### Den danske guldalder
Maleren Constantin Hansen kommenterede med sit bestillingsværk Den Grundlovgivende Rigsforsamling indførelsen af grundloven i Danmark. Værket var et bestillingsarbejde til Alfred Hages hjem. Det blev malet i tidsrummet 1860-1864. Efter ophængning i Hages hjem fik offentligheden adgang til at bese værket mod betaling, i alt 2898 betalte for at se billedet i tidsrummet fra 31. maj til 14. juni 1865, de indsamlede midler gik til Comitéen for de troe og trængende Slesvigere (se Treårskrigen). Kunstneren Constantin Hansen har her tilføjet Grundtvig på billedet selvom han ikke var med til åbningsmødet i rigsforsamlingen den 23. oktober 1848, han blev først valgt ved et suppleringsvalg i november måned samme år. Placeringen af Grundtvig i forsvindingspunktet giver ham en "glorie" og med "glorien" tilkendegiver Constantin Hansen, at demokratiet bør bygge på Grundtvigs lære og livssyn.

## Avantgarde-begrebet
Tekst mangler, hjælp os med at skrive teksten

## Kunstnerens ændrede rolle i lyset af nye medier og kunstformer
Marco Evaristti gør organdonation til en kunst, via Internettet på hjemmesiden LIFEAUCTION – UDVEKSLING AF SUNDHED OG FATTIGDOM Arkiveret 14. juni 2012 hos  Wayback Machine Selvom det er ulovligt at handle med andres organer, tager rige europæere til Indien og køber de fattiges nyrer dér. Og det er det, Marco Evaristti vil sætte fokus på med sin kunst.
| „ | Som kunstværk betragtet er jeg egentlig meget positiv overfor Evaristtis værk. Han får sat gang i den her debat og bruger kunsten til det den kan, og det den skal bruges til, | “ |

siger Thomas Ploug, der er formand for Etisk Råds arbejdsgruppe om kommercialisering af kroppen.